# Мраченик
Мраченик е село в Южна България. Намира се в община Карлово, област Пловдив.

## География
Село Мраченик се намира в планински район на Средна гора, между други две села – Домлян и Свежен. Дотам може да се стигне с автобус от Карлово или с автомобил по пътя Баня – Бегунци – Домлян – Мраченик, а също така и по пътя Брезово – Свежен – Мраченик

## История
Селото възниква по време на османското владичество, когато хората се опитват да се скрият колкото може по-далеч от армиите на Османската империя. 
През 2008 г. се честват 250 години от създаването на селото.

## Културни и природни забележителности
Селото е разположено в Средна гора, на 600 м надморска височина с борова, дъбова и букова гора, които са подходящи за туризъм. Интерес представляват римската крепост в местността Калето, паметникът на Хаджи Димитър, стари къщи с възрожденска архитектура (в една от тях е отсядал Васил Левски). Има разработена карта на туристическите маршрути.

## Редовни събития
Организират се традиционни празници – празник на църквата Св. Архангел Михаил – 8 ноември, почитане на смъртта на Хаджи Димитър, родови срещи и други.

## Други
Инициативен комитет разработи „Програма за възраждане на Мраченик“. За реализирането ѝ, съвместно с кметското наместничество ще се създаде сдружение „Възраждане на село Мраченик“.
- Общ изглед
- Кметството
- Църква „Св. Архангел Михаил“
- Къщи в Мраченик